# Crescentien (saint)
Crescentien (Rome, 276 - Città di Castello 1er juin 303), est un saint de l'Église catholique romaine, traditionnellement connu pour être un soldat romain martyrisé au début du IVe siècle, à l'époque de la Persécution de Dioclétien, pour sa bravoure à diffuser et défendre la foi chrétienne. À l'instar de saint Georges, il est considéré et montré comme un soldat chrétien (en), vainqueur du dragon.

## Hagiographie
Selon une Passio du VIIe siècle en partie légendaire, Crescentien, né à Rome en 276, était fils d'Eutimius, un noble romain converti au christianisme.
Au cours de sa carrière militaire, il fit partie de la première cohorte de la première légion
stationnée à Rome et affectée à la défense de l'empereur. Ce corps d'armée était commandé par saint Sébastien avec lequel il milita pour la propagation du christianisme.

### L'exil

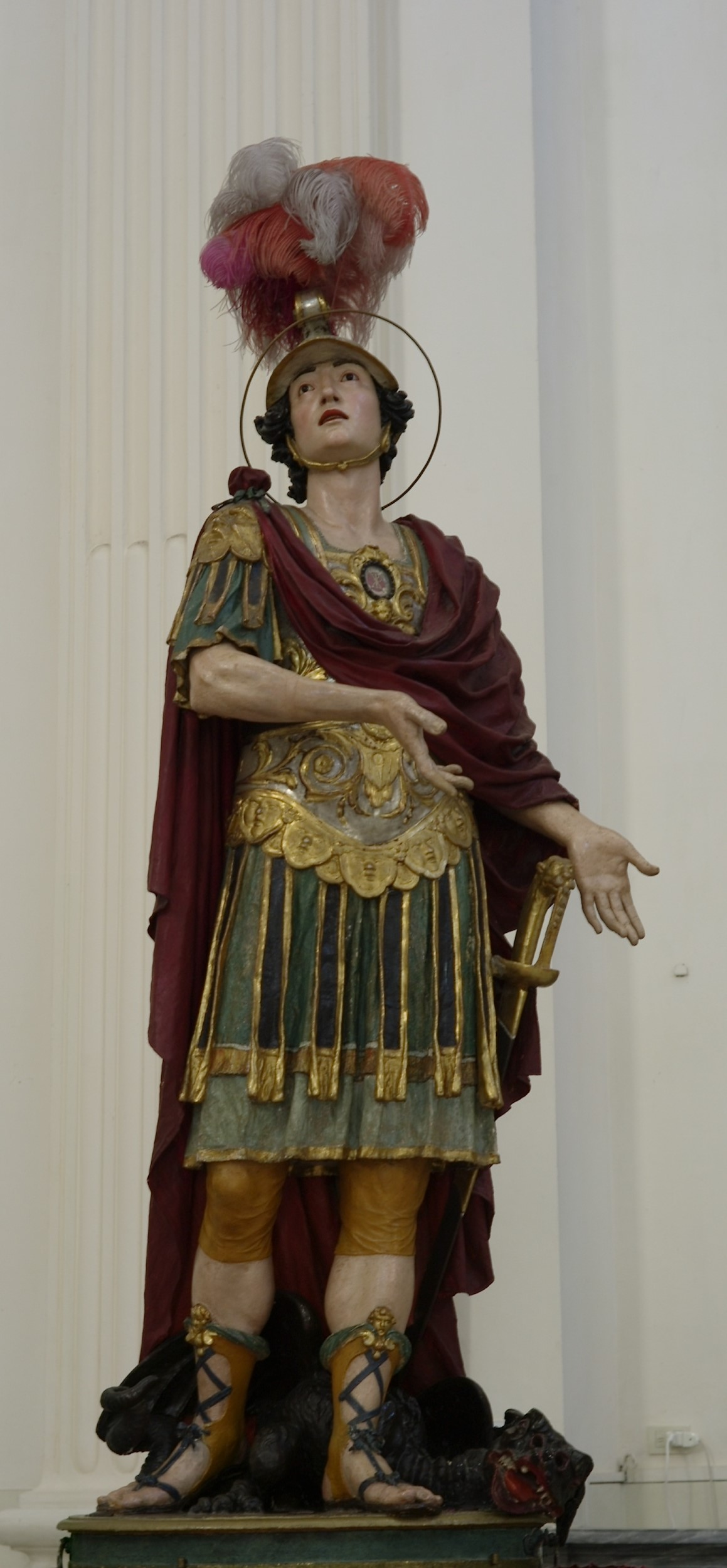
Statue processionnelle, cathédrale d'Urbino.

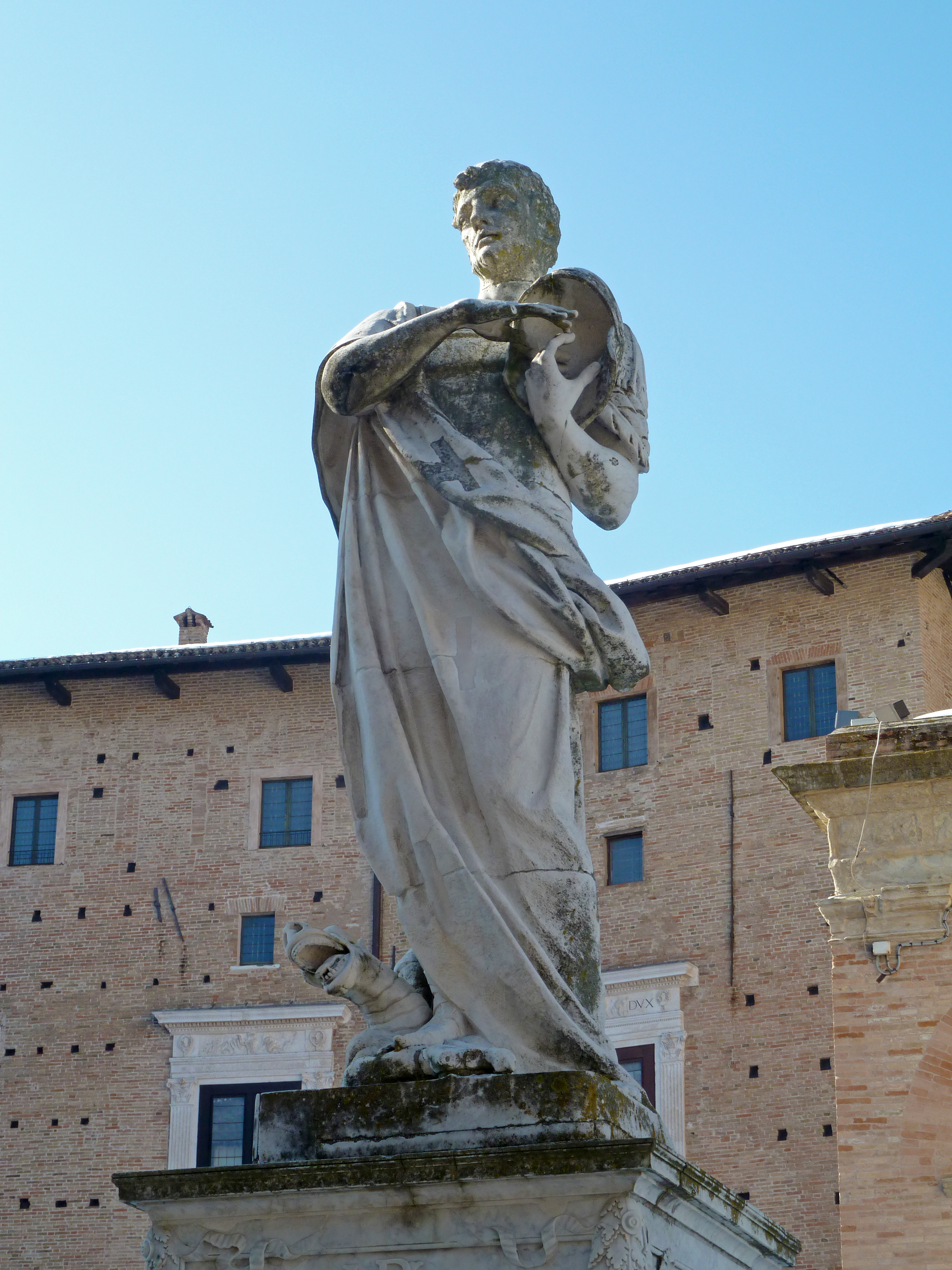
Statue de saint Crescentien en soldat tenant son casque devant la cathédrale d'Urbino.

Un édit de l'empereur Dioclétien interdit aux soldats romains de pratiquer le christianisme et, par conséquent, nombre d'entre-eux qui étaient chrétiens furent tués ou contraints à l'exil. Crescentien quitta la capitale avec ses parents en 297 et se réfugia à Pérouse. Un peu plus tard, perdant ses parents, il fit don d'une partie de ses biens aux pauvres et quitta Pérouse à cheval, voyageant avec quelques compagnons vers la vallée du Tibre. Arrivé à Tifernum Tiberinum, aujourd'hui Città di Castello, alors entièrement païenne, il entreprit de convertir ses habitants.
L'empereur Dioclétien apprenant les événements prodigieux (voir légende) et l'influence que Crescentien avait obtenue sur la population, ordonna au préfet d'Étrurie, Flaccus, de demander à Crescentien d'abandonner sa religion et de retourner dans sa légion, sous peine de mort au milieu des tourments les plus atroces. Au contraire, il s'engagea davantage dans la prédication de sa foi et obtint de nouvelles conversions, accomplissant plusieurs miracles.

### Le martyre
Le récit se poursuit avec le martyre subi par Crescentien : Flaccus fit traîner le saint dans un temple dédié à Jupiter, où il refusa d'obéir à l'ordre d'adorer les dieux païens. Crescentien fut alors brûlé sur un bûcher, mais à la grande surprise de ses bourreaux, il échappa aux flammes, au milieu desquelles il continuait à chanter des louanges à Dieu. Les soldats l'ont ensuite déshabillé et, après lui avoir attaché les pieds et les mains, ils l'ont traîné dans les rues de la ville, une corde autour du cou, et lui ont finalement coupé la tête. Son martyre aurait eu lieu le 1er juin 303.

## Légende
Pour échapper aux persécutions de Dioclétien, Crescentien s'enfuit en Ombrie, et trouva refuge à Tifernum Tiberinum (l'actuelle Città di Castello).
La légende raconte qu'à partir d'une source d'eau sulfureuse (Fonte del Drago) au hameau de Pieve de' Saddi, une frazione de Pietralunga, les lieux étaient opprimés par un terrible monstre (un dragon) dont le souffle pestilentiel apportait la maladie aux habitants et dévastait la campagne. Le saint, après avoir prêché la foi chrétienne, tua le monstre lors d'un combat à Pieve de' Saddi (une côte du dragon se trouve au musée diocésain de Città di Castello) et fut accueilli comme un libérateur par la population.
La « légende » de la défaite d'un dragon a conduit à une évangélisation réussie de la région avec ses compagnons. Sa mission évangélique se limitait surtout à la vallée du Tibre et l'ancienne Thifernum Tiberinum.

## Vénération
En 1068, le bienheureux Mainard (Mainardo), évêque d'Urbino, qui souhaitait enrichir sa cathédrale, a introduit les reliques du saint dans sa ville.
Il est toujours vénéré à Urbino, et le jour de la San Crescentino, une statue du saint est transportée dans les rues. Une cérémonie consiste à appuyer la tête d'un adorateur sur les reliques du saint pour le soulager de maux de tête.
Il est l'un des patrons de l'archidiocèse d'Urbino-Urbania-Sant'Angelo in Vado, et patron des villes d'Urbino, dans les Marches ; Città di Castello, en Ombrie et Crescentino dans le Piémont.
Sur le lieu de son combat avec le dragon, à Pieve de' Saddi, une piève a été érigée, et en 1420, l'oratoire San Crescentino, à Morra, lui a été dédié.

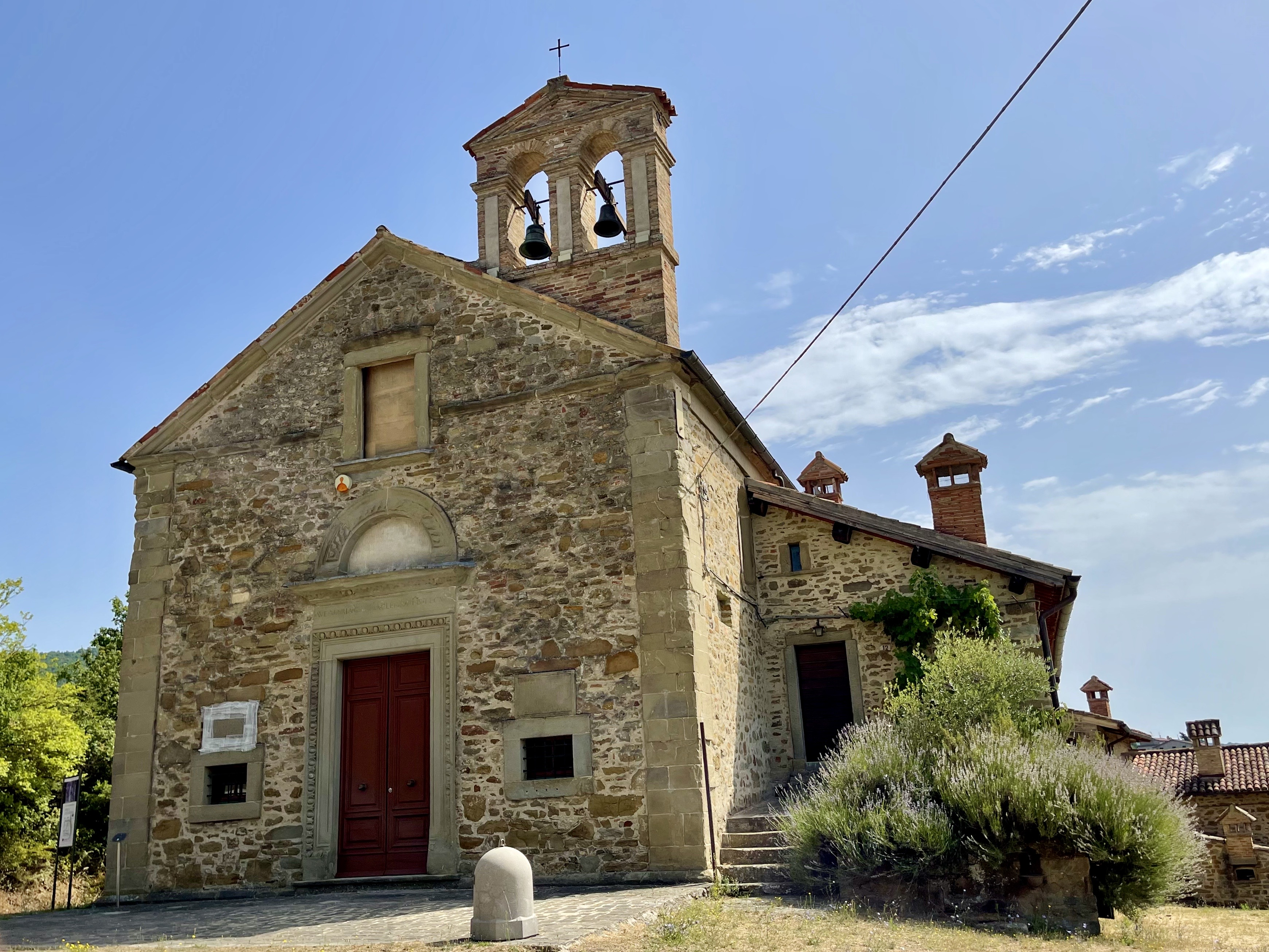
L'oratoire San Crescentino, Morra, Città di Castello.
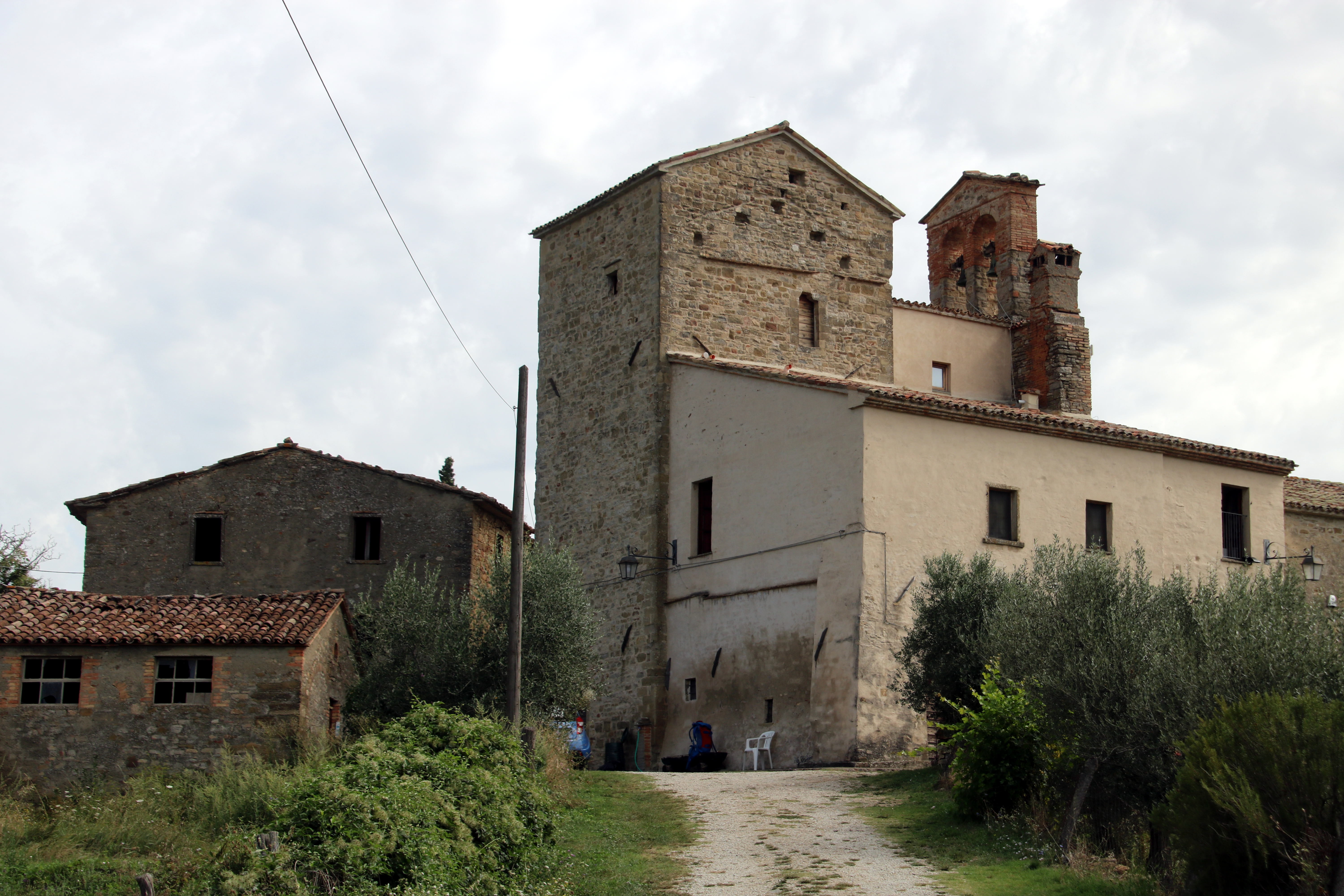
Pieve de' Saddi, Pietralunga.

## Source
- (it) Cet article est partiellement ou en totalité issu de l’article de Wikipédia en italien intitulé « Crescentino di Città di Castello » (voir la liste des auteurs).